# Свенская, Александра Михайловна
Александра Михайловна Свенская (род. 26 марта 1950, пос. Ульяновка, Сумская область) — советская и украинская киноактриса.

## Биография
В 1970 г. окончила Одесское музыкальное училище по классу трубы (педагог О. Вайман). В 1973—1987 гг. работала электромехаником в объединении «Одесса-лифт». Дебютировала в кинематографе в 1987 году, однако наиболее известна своими ролями в фильмах режиссёра Киры Муратовой, начиная с картины «Астенический синдром» (1989). Как отмечала киновед Любовь Аркус,

Кажется, что в «Астеническом синдроме» только совершенное владение секретами эксцентрики, фарса, гиньоля и лирики могло помочь А. С. создать своего трогательного монстра, безобразно-прекрасную представительницу многомиллионного населения советских провинций. Кажется, что в «Трёх историях», воплощая вместе с Ренатой Литвиновой излюбленный муратовский мотив рифмы (реплик, взглядов, походок; смертей и рождений, убийц и жертв, трагедий и фарсов; судеб, сюжетов), она в своей сверхъестественной органичности абсолютно равна партнёрше с её столь же сверхъестественной «сделанностью» образа.

Кинокритик Зара Абдуллаева в своей книге «Кира Муратова: Искусство кино» говоря о «муратовских артистах», чьи роли «зачастую замешаны на контрастных началах», даёт следующую характеристику:
<…>гротескная и трогательная Александра Свенская («Астенический синдром», «Увлеченья»), завучиха с могучими формами феллиниевской Сарагины, с щемящей мелодией трубы феллиниевской Джельсомины<…>

## Фильмография
1. 1987 — Лёгкая работа (короткометражный)
2. 1989 — Астенический синдром
3. 1989 — Фанат
4. 1991 — Внимание, ведьмы
5. 1991 — Дорога в Парадиз
6. 1991 — Улыбка
7. 1992 — Паутина
8. 1992 — Проснуться в Шанхае
9. 1992 — Ребёнок к ноябрю
10. 1992 — Фанданго для мартышки
11. 1992 — Чувствительный милиционер
12. 1993 — Налетъ
13. 1993 — Пчёлка
14. 1994 — Анекдотиада, или История Одессы в анекдотах
15. 1994 — Зефир в шоколаде
16. 1994 — Мсье Робина
17. 1994 — Поезд до Brooklinа
18. 1994 — Увлеченья
19. 1996 — Годы и фильмы
20. 1996 — Чтоб на вас напали деньги
21. 1997 — Три истории (новелла «Офелия»)
22. 2006 — Кукла (короткометражный)
23. 2007 — Два в одном — театральная реквизиторша